# Gunnar Swanström

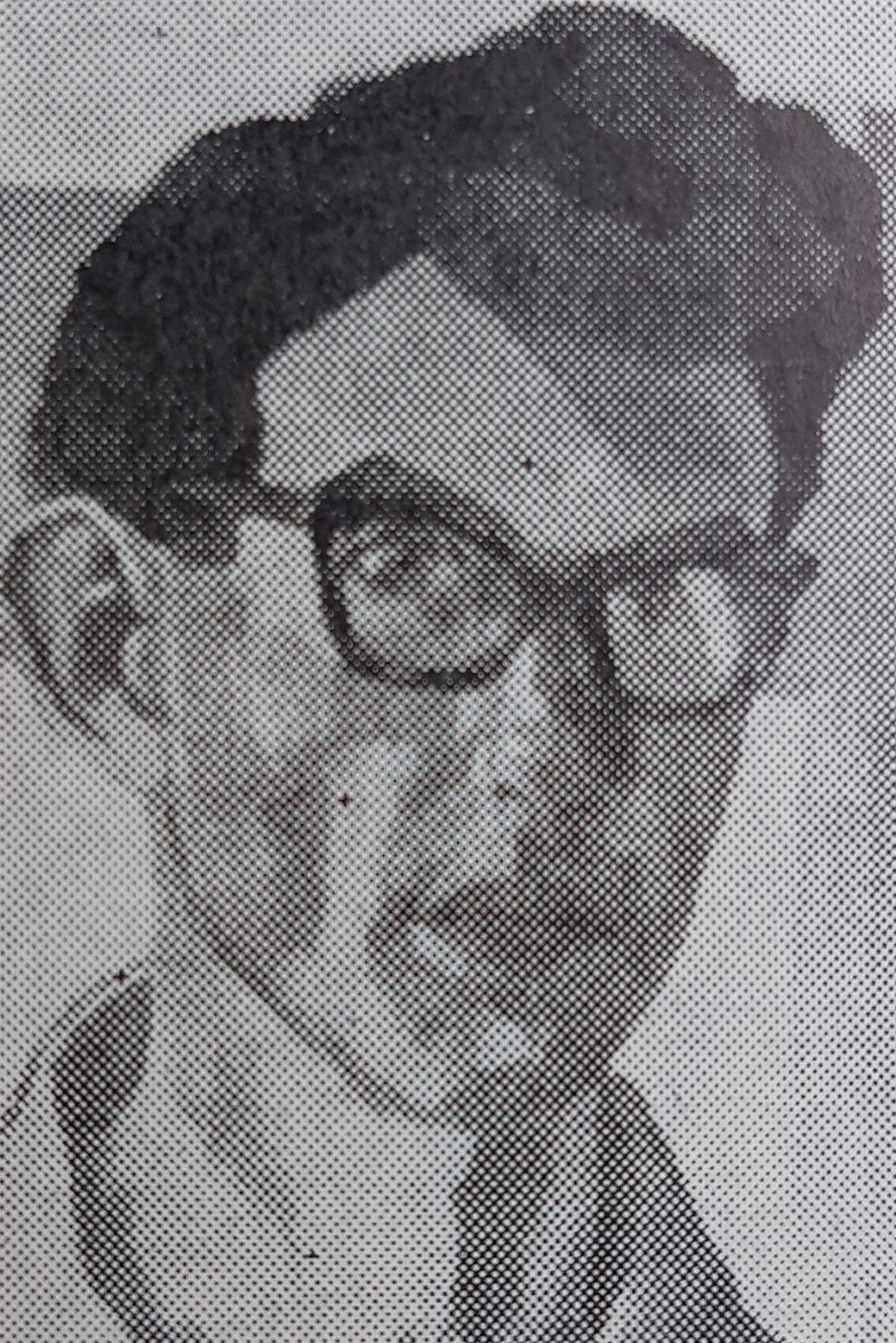
Gunnar Swanström i Svenskt konstnärslexikon. (1967)

Gunnar Swanström (känd som Frostviksmålaren), född 28 juli 1918 i Frostvikens församling, Jämtlands län, död där 16 februari 2002, var en svensk målare.

## Biografi
Gunnar Swanström var son till källarmästaren och ägaren av Bågede Hotell, Robert Swanström och Anna Dolke, samt från 1957 gift med kantorn Margot Alice Nilsson. Swanström studerade vid Otte Skölds målarskola i Stockholm 1946–1948, och bedrev självstudier under resor till Norge, Danmark, Nederländerna, Tyskland, Belgien och Frankrike. Han medverkade i samlingsutställningar i Strömsund och i Jämtlands läns konstförenings vårutställningar i Östersund. Hans konst består av stilleben, porträtt och landskapsmåleri, med särskilt Frostvikens fjällvärld som motiv. 
Swanström är representerad med oljemålningar vid bland annat Blåsjöns folkets hus, Jormvattnets hembygdsgård och Tullingsås äldreboende.
Gunnar Swanströms grav finns på Gäddede kyrkogård.